# دومینیک دونوفریو
دومینیک دونوفریو (انگلیسی: Dominique D'Onofrio; ۱۸ آوریل ۱۹۵۳ – ۱۲ فوریهٔ ۲۰۱۶) بازیکن فوتبال اهل ایتالیا بود.